# همبلتون، راتلند
همبلتون (به انگلیسی: Hambleton) یک روستا و محله مدنی در بریتانیا است که در راتلند واقع شده‌است. همبلتون ۱۴۰ نفر جمعیت دارد.